# 渡哲也
渡 哲也（わたり てつや、1941年〈昭和16年〉12月28日 - 2020年〈令和2年〉8月10日）は、日本の俳優、演歌歌手、タレント、実業家。本名、渡瀬 道彦（わたせ みちひこ）。
島根県生まれ、兵庫県淡路島出身。株式会社石原プロモーション第2代代表取締役社長、相談取締役。実弟は俳優の渡瀬恒彦。

## 来歴

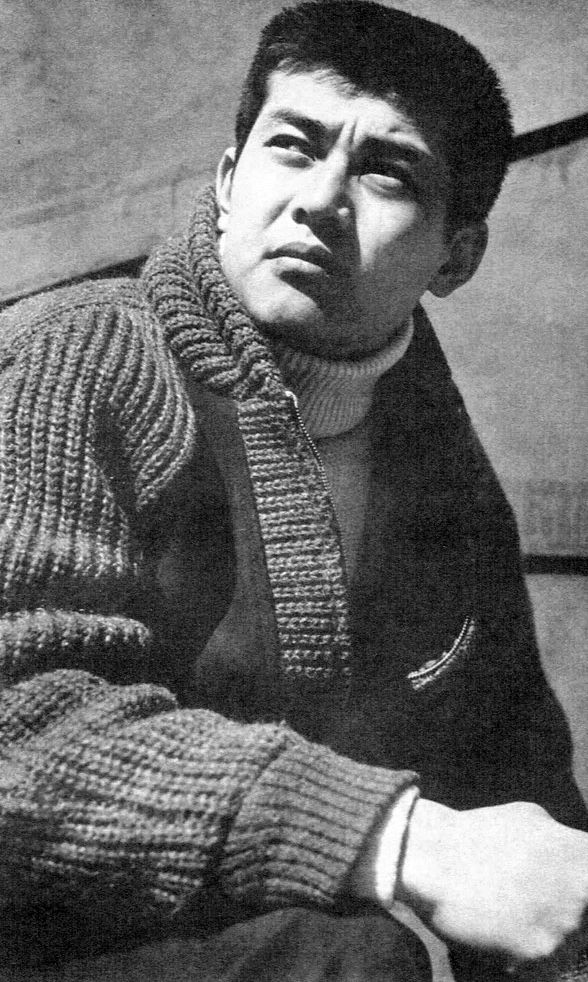
国際情報社『映画情報』第30巻第5号（1965年）より

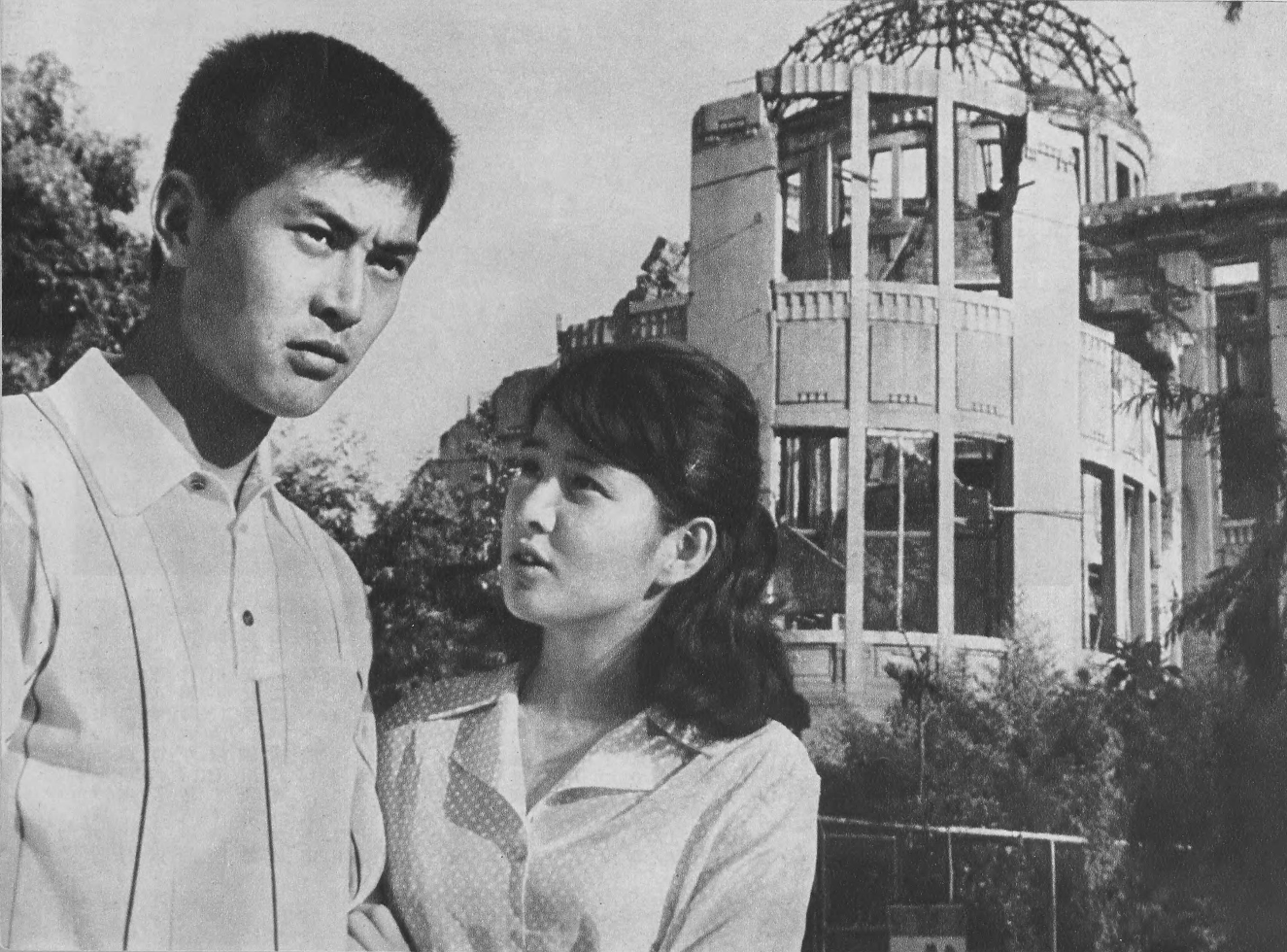
『愛と死の記録』（1966年）

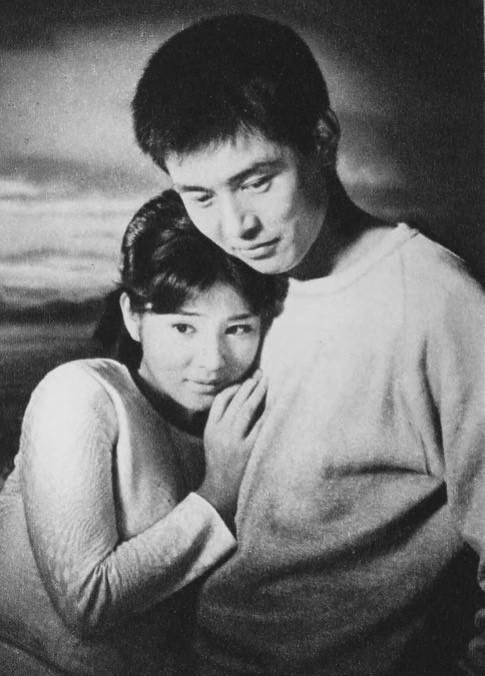
『白鳥』（1966年）

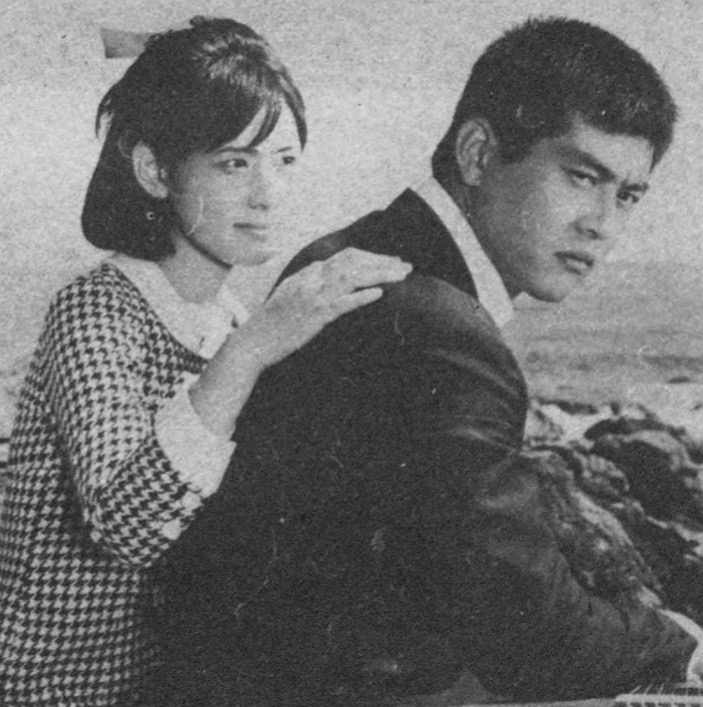
『続東京流れ者 海は真っ赤な恋の色』（1966年）

島根県能義郡安来町（現・安来市）生まれ。父親は日立に勤務して広島県呉市の軍需工場などを転々とし、日立の安来工場に勤務していた時に当地出身の渡の母と結婚していた。戦時中の1943年、父親は任地の日立呉工場を退職し、実家がある兵庫県津名郡淡路町（現：淡路市）に戻り洋品店を開業、小学校一年生途中から淡路島で育った。出身を淡路島にしているのは、日活に入ったとき石原が神戸市生まれなので、淡路島の方がイメージ的にいい、という判断で決めたからだという。終戦後の物資不足で長男と四男は亡くなった。淡路町立石屋小学校、三田学園中学校・高等学校（6年間の寮生活）、青山学院大学経済学部卒業。大学在学中は空手道部で、1966年に全日本大学空手道選手権大会で優勝も果たした。
大学へ通うため上京。弟の渡瀬恒彦と共に新宿区柏木（現・北新宿）で下宿していたが、在学中に日活が浅丘ルリ子主演100本記念映画の相手役となる新人「ミスターX」を募集していた。弟の渡瀬や所属していた空手部の仲間が内緒で応募した。小さい頃から機械いじりが好きだったので就職を希望した日本航空の整備士社員の採用試験 (国語・数学・物理・化学) が全科目英文で不合格となり、「せめて日本語の問題だったら…ブラブラしてて日活撮影所に行けば、石原裕次郎に会えるかも知れない」と友人から言われ、出向いていた日活撮影所の食堂で偶然スカウトを受けて1964年（昭和39年）に日活へ入社した。
既に斜陽期に差し掛かっていた日活では高橋英樹に続くスター候補として、 “映画界待望久し！日活に驚異の新星！渡哲也!!” として大々的に売り出された。記者会見の場で瓦割りを披露し、翌日のスポーツ紙やニュース映像でも大きく取り上げられた。
1965年（昭和40年）3月『あばれ騎士道』で宍戸錠とのW主演でデビューし、この作品で、エランドール賞新人賞を受賞し、2作目の『青春の裁き』で単独主演、オープニングクレジット映像では空手の型・約束組手を披露し、本編での複数相手の乱闘シーンでは飛び蹴りや二段蹴りを連発し正拳突きで止めを刺すなど空手部キャプテンの実績を生かした作品になっているが、殺陣師から「そんなに腰が低いとスクリーンでの見栄えが悪い」として腰高に直され不本意な空手になってしまった、と」と述懐していた。また「裕次郎2世」と言われたことから、リメイク版の『嵐を呼ぶ男』に主演するなど、日活は裕次郎と同様な路線での売り込みをしていた。同期で活躍しているのは太田雅子（後の梶芽衣子）。
1965年、『泣かせるぜ』で石原裕次郎と初共演。続いて『赤い谷間の決斗』でも共演した。裕次郎は当時の渡の中に亡くなった赤木圭一郎を見ていたという。
1966年には監督鈴木清順 脚本川内康範 『東京流れ者』に主演し、主題歌「東京流れ者」を歌いヒットさせた。
吉永小百合との初共演映画の『愛と死の記録』で第17回ブルーリボン賞新人賞を獲得。
1968年（昭和43年）舛田利雄監督による『無頼より・大幹部』から始まる『無頼』シリーズ6作品は渡の日活時代の代表作となった。同年には『紅の流れ星』に出演、この作品でも新たな魅力を見せるなど、日活のスターとなった。しかし映画界は斜陽の時代で、日活も苦戦したが、渡は小林旭等他のスターとは異なる存在感を示し、『新宿アウトロー ぶっ飛ばせ』、『関東流れ者』など最後まで、日活ニュー・アクションと呼ばれた映画で輝きを放った。1971年、日活のロマンポルノ路線への転換にともない、1971年（昭和46年）7月封切の『関東破門状』を最後に日活を退社した。
1971年（昭和46年）からは『さらば掟』、『追いつめる』、『剣と花』など松竹製作映画に連続して主演した。東映など映画会社数社から渡の引き合いがあったものの、『さらば掟』の撮影時、石原プロから出向いていたスタッフの仕事ぶりに感銘を受けたことや石原への尊敬の念などから、渡は1971年、借金で倒産寸前の石原プロモーションへ入社。また『ゴキブリ刑事』などの東宝作品、リメイクされた『野良犬』などの松竹作品にも出演した。また連続テレビドラマにも出演する中、1972年（昭和47年）、テレビ時代劇『忍法かげろう斬り』収録中に肋膜炎を発症し入院。第20話で降板となり、第21話から最終話（第26話）まで渡瀬恒彦が代役を務めた。
1974年（昭和49年）大河ドラマ『勝海舟』の主演に抜擢されるが、収録中に高熱が続き入院。第9話で途中降板となる。風邪をこじらせた後、急性肝機能不全症を併発して国立熱海病院（現在の国際医療福祉大学熱海病院）に入院、入院は9か月に及んだ（その後、膠原病であったことが判明）。なお代役には松方弘樹が抜擢された。一方で前年1973年8月にリリースした「くちなしの花」が年明けからヒットチャートを上昇し、1974年の年間シングルチャートで7位を記録。オリコンセールス:77.4万枚、累計150万枚を売り上げ、全日本有線放送大賞金賞も獲得し渡の代表曲となった。渡の体調も秋には回復し、年末の第25回NHK紅白歌合戦に初出場し、テレビで初めて生歌唱した。
1974年（昭和49年）、再び映画各社の間で激しい争奪戦が起こり、特に弟・恒彦をスカウトした岡田茂東映社長（当時）が、高倉健の次の東映の看板スターにしたい」と熱心に誘い、渡自身も「アクション映画をやりたい、自分のキャラクターを活かしてくれるのは東映を置いて他にない」と強く東映入りを希望したとされたため、1975年（昭和50年）に渡は東映入りと報道もされた。当時の東映は実録ヤクザ路線の台頭から、俊藤浩滋が高倉らを伴い独立しようとしたお家騒動があり、岡田は渡を高倉の後釜に据えようと画策していた。もともと1973年の『仁義なき戦い』で菅原文太をスターダムに押し上げた広能昌三役も最初にキャスティングされたのは渡であったが、この時期、渡は体調が優れず実現に至らなかった。1974年暮れ、『脱獄広島殺人囚』「新仁義なき戦いシリーズ」とも渡は出演要請を受けたが、体調がまだ万全ではなく断った。岡田からの東映移籍の誘いは「私は石原裕次郎に恩義があります。石原裕次郎を裏切ることはできません」とキッパリ断った。但し、東映の映画出演については了承したため、1975年2月、東映実録ヤクザ路線の極北といわれる『仁義の墓場』でようやく東映初出演、初主演した。東映映画の出演は、岡田社長が『勝海舟』の代役をスムーズに進めてくれた返礼の意味もあった。同作公開後、岡田社長は「今年はわが陣営に引き込んだ渡哲也君の"渡路線"を確立することだ」とぶち上げ、この年4月の『大脱獄』で菅原文太と、5月の『県警対組織暴力』で梅宮辰夫と競演させ、6月の『スーパー・アクション／強奪』（『資金源強奪』として映画化）と8月の『日本暴力列島・北九州電撃戦』（映画化されず）で主演させ、"東映スター渡"をイメージ付けようとしたが、『仁義の墓場』撮影後、再び病に倒れた。先の『大脱獄』は、最初は高倉健、渡哲也、五木ひろしの三大共演を予定していたが、五木がギャラ問題で降り、代わりに抜擢されたのが菅原文太で、高倉、渡、菅原という三大共演の可能性もあり、実際に3人の名前の書かれたポスターも製作された。しかし渡が前年に続き長期入院したため三大共演はおろか、渡と高倉、渡と菅原の共演も永遠に実現することはなかった。この1975年は、東宝系の芸苑社製作で今井正監督の水上勉原作『その橋まで』の映画化の主演も受けていたがこれも流れた。入院は延べ2年半に及んだが、病み上がりで撮影中に体調が急激に悪化した『仁義の墓場』は、点滴を打ちながら演じる渡の負のエネルギーが、石川力夫の怨念が乗り移ったかのような迫力を持ち、評価が高い。キネマ旬報「オールタイムベスト・ベスト100」日本映画編（1999年版）では、日本映画歴代38位に選出されている。1976年（昭和51年）『やくざの墓場 くちなしの花』の主演で第19回ブルーリボン賞主演男優賞を獲得。渡はこの後、石原プロのテレビドラマに専念するため、映画出演から一時的に撤退した。しかし、岡田茂との付き合いはその後も続き、1996年に岡田から「もう映画を演ってもいいんじゃないか」と促され、『わが心の銀河鉄道 宮沢賢治物語』の宮沢賢治の父・政次郎役で20年ぶりに映画界に本格復帰した。本作でこの年の各映画賞助演男優賞を独占している。
石原プロは会社再建と経営安定のため、テレビドラマへ本格進出。渡にとって復帰第1作及び主演ドラマ『大都会 闘いの日々』は『大都会 PARTII』『大都会 PARTIII』とシリーズ化、続いて主演した『西部警察』もシリーズ化され、5年間放映された。これら刑事ドラマでの「角刈りにサングラス」というスタイルは渡のトレードマークとなった。
渡は石原プロ再建に貢献し、石原の下で副社長も兼務していた。1986年、病気療養のため降板を余儀なくされた石原裕次郎の代役として『太陽にほえろ!』に出演し、同番組の最終回まで出演して最終回では復帰した石原裕次郎と共演し、これが二人の最後の共演となった。
1987年（昭和62年）7月17日午後4時26分に石原裕次郎が肝細胞癌のため52歳で死去。10月、渡が石原プロの二代目社長に就任した。
1989年（平成元年）3月、渡が社長となって初の石原プロ制作作品『ゴリラ・警視庁捜査第8班』の第5話を撮影中、渡扮する倉本班長がヘリから降りて全力疾走するシーンで、ヘリから着地した際、全治1か月半の「腓腹筋断裂」の怪我を負った。
1991年（平成3年）に自ら直腸癌であると発表。柏木純一の著書『渡哲也 俺』に壮絶な闘病記が記されている。これにより、オストメイト（人工肛門使用者）であることを明らかにしている。
1996年（平成8年）に大河ドラマ『秀吉』に出演。劇中では、主人公の秀吉(演・竹中直人)の主君である織田信長を演じ、退場回に放送された本能寺の変でのシーンは大きな反響を呼んだ。大河ドラマへの出演は、1974年（昭和49年）に病のため途中降板した『勝海舟』で主演をした時以来である。その後は2005年（平成17年）放送の『義経』に出演。劇中では、主人公の源義経（演・滝沢秀明）の物語上における父のような存在である平清盛を演じた。
2003年（平成15年）8月、テレビ朝日系『西部警察2003』のロケーションで、石原プロ所属俳優の自動車運転ミスにより、見物客5人が重軽傷を負う事故が発生。名古屋市内で会見した渡は、予定していた連続ドラマの制作、放送中止を明らかにした。その後、第1弾として制作されたスペシャル版については紆余曲折を経て『西部警察 SPECIAL』のタイトルで、翌年2004年10月31日に放送された。
2005年（平成17年）に紫綬褒章を受章した。
2011年（平成23年）5月11日、2009年（平成21年）の石原裕次郎23回忌を終えたことの区切りや、自らの健康上のこと、社長在籍期間が裕次郎の社長在籍期間と同じ24年目を迎え「それを越えるわけにはいかない」などの理由から、3月28日付をもって石原プロモーション社長を退任したことを発表した。12月23日放送のTBSの年末スペシャルドラマ『帰郷』では、弟の恒彦と約40年ぶりの共演を果たした。1971年（昭和46年）4月から1972年（昭和47年）3月に放送のNHKの連続ドラマ『あまくちからくち』以来のことで、その時と同じく兄弟役で共演した。その後恒彦とは、十津川警部シリーズ50「消えたタンカー」で再び共演、渡は犯人役で出演した。
2015年（平成27年）6月10日、急性心筋梗塞で緊急入院、手術を受けていたことが、7月17日に明らかになる。約1か月で退院。11月10日、宝酒造「松竹梅」のCM撮影で仕事復帰（前年8月の同CM発表会見以来、1年3か月ぶり）。
2017年（平成29年）3月14日午後11時18分、弟・恒彦が胆嚢癌による多臓器不全のため72歳で死去。4月1日、石原プロモーションの経営陣に復帰。「相談取締役」の肩書きで相談役と取締役を兼任する。
2020年（令和2年）8月10日午後6時30分、肺炎のため死去。78歳没（享年80）。渡の遺志により直後の発表はされず、石原プロ関係者には8月12日に死去が知らされ、一般への公表は家族葬が終了した8月14日に行われた。お別れの会なども、渡の遺志により行われなかった。最後の仕事は同年の6月下旬、同年過去に製作された宝酒造のCMに新たに声を録音する形で出演したものとなった。映画での最後の作品は『男たちの大和／YAMATO』である。
戒名は「萬修院泰然自道居士」。墓所は目黒区碑文谷の円融寺にある。

## 人物

### 人柄
- 日活デビュー当時、食堂で食事をしていた石原裕次郎に挨拶に行った際、本来なら食事中に挨拶をするのは失礼なことであるにもかかわらず、石原は他の俳優達とは違い怒りもせず、立ち上がって自ら進んで握手し、「石原裕次郎です。君が新人の渡君ですか、頑張って下さいね」と声を掛けてくれたため、渡はとても感銘を受けた[15]。その後、石原プロが財政難に陥ると、いろいろと世話になった石原の窮地を救うため、『さらば掟』の出演料全額にあたる[68]、当時180万円を持って石原の元へ赴き、「社員の皆さんのお茶代にでも使って下さい」と差し出した[15][注釈 2]。
- 『さらば掟』で監督を務め、渡や石原と旧知の仲である舛田利雄に石原プロへの加入を考えていることを話すと、舛田は渡に「石原裕次郎という存在が居る以上は、裕次郎が一番という扱いになるのは明らかで、やめたほうがいいのではないか」と言われたが、それでも構わないと石原プロ入りした[17]。
- 高倉健と会う機会があり、話をした際に、いつか共演したいと渡が言うと高倉は「いつか一緒に泥船に乗ろう」と返したという[69]。
- 渡が東映に来るようになり、深作欣二の映画に出演した際、擬斗を担当していた菅原俊夫と深作の意見が合わず、渡の意見を聞くことになったが、まだ駆け出しの菅原の気持ちを渡が尊重し、「菅原の案を採用したい」と気配りしたことに対し、菅原は呼吸ができなくなるほど感動し、渡の人柄に大きく心を引かれたと語った[70]。
- 日活でデビュー間もない頃、日活所属の大部屋俳優たちから生意気だと言われ、その日は黙ってリンチを受けたが、翌日には空手部の部員を引き連れて日活に乗り込むと、大部屋俳優たちに勝負をしようと言い放ち、大部屋俳優たちは恐れをなしたという[71]。
- ある時、撮影所の食堂に渡がやって来ると、食堂のテーブルや椅子が散乱していた。渡は少し前に来た萩原健一が何かに怒って食堂を荒らしたと知り、萩原をここへ連れて来いと激怒、渡のケンカ強さを知る萩原は、恐れをなしてそそくさと逃げ出したという[72]。
- 『大都会シリーズ』で演じた黒岩の様な役について「こういったかっこいい役柄は嫌いである。もっと欲望にまみれたような人間、人間味がある役を演じたい。」と話していた[73]。また個人的には『大都会 闘いの日々』の脚本が気に入っているが、『大都会 PARTII』、『大都会 PARTIII』の方が視聴率が高いことにもどかしさを感じると話していた[73] 。
- 『大都会 PARTII』で共演した松田優作は渡を尊敬していて、渡と共演したいという理由で同番組への出演を決めた[74]。また松田は渡に「石原プロの経営の為に映画への出演を諦めてまでドラマに出るべきではない。」と言っていたという[75]。渡もそこまで自分のことを思ってくれる松田の言葉にとても感動したという[76]。
- 『大都会 PARTIII』撮影時、共演していた宮本刑事役の苅谷俊介の夫人が入院していた。苅谷が金に困っているという話を聞いた渡は、撮影終了後に苅谷を呼び止め「お前怒るなよな。見舞いには花が相場なんだがあいにくないんでな。少ないけどこれ取っとけ」と言って金の入った封筒を渡した。苅谷は「帰っていく渡さんの後ろ姿を涙でまともに見られなかった」と語っている[77]。
- 『西部警察』で共演した庄司永健によると、渡は他の誰よりも早くスタジオ入りし、いつもセットの掃除をしていたという [76]。
- 鈴木清順は渡の存在を月に例えていた[78]。
- 石原プロに所属していたものの、「俳優は一匹狼であるべき」という考えを持ち、気に入った仕事だけを自分で選びたいという信念を持っていた[79]。そのため、裕次郎の死去後は石原プロを離れる気持ちがあり、石原プロ社長の就任の要請があっても固辞してきた。しかし、小林正彦専務からの説得を受け、俳優としての考えを一旦封印し、社長に就任し長年会社と社員に対する責任を優先させてきた[80]。

### 趣味・嗜好
- 趣味は「焚火」、焚火を見ながら煙が何処へたどり着くのかなどを漠然と考えるのが好きであったという[81]。また渡の自宅を訪れた松田優作にも焚火に付き合わせていたという[75]。
- 甘党であり、ソフトクリーム好きで[82]、石原プロワールドでは「渡哲也のヘルシーソフトクリーム」なる商品が販売されていた。

### その他
- 『太陽にほえろ!』では、石原裕次郎の代役としてボスのポジションを務めたが、日本テレビと東宝は718話で番組の放送を終わらせず、もう少し長い間、渡を出演させて『太陽にほえろ!』を継続させる構想を持っていた[83]。
- 1966年、映画『愛と死の記録』で共演して以来数作品で共演した吉永小百合とは、日活所属当時、結婚も考える仲であったが[84]、吉永の両親の反対により断念した[85][86]。1998年の映画『時雨の記』で約30年振りの共演を果たすと[87]、2000年の『長崎ぶらぶら節』でも共演、また、宝酒造「松竹梅」のCMでも共演、互いにもう一度映画で共演を望んでいたが叶わなかった[88]。
- プロテニスプレイヤーの錦織圭及びスリーピースバンドOmoinotakeのベースである福島智朗、TSKさんいん中央テレビのアナウンサー・福島睦[89]は遠縁の親戚である。渡の祖母と錦織の曽祖父が兄弟であり、渡と錦織の母親[90]及び福島兄弟の父親[91]がはとこにあたる。この縁で渡は錦織の試合を観戦したことがある[92]。
- 石原裕次郎と誕生日が同じである。年齢は7歳差。

## モデル・オマージュ
- 島崎譲著『THE STAR』第5巻で大門プロ副社長であり、大俳優の嶋哲也（しま てつや、渡がモデル）が登場し、天下の大門プロが社運を賭けて巨費を投じて企画した新作刑事ドラマ『バイオレンス刑事（コップ）』で初監督をする。嶋の独断で初めて大門プロ以外の俳優として長瀬優也（主人公）を主役に抜擢し、どんなに危険な状況でもおもしろいものになれば撮影を続行し、仕事のためならなんでもする仕事の鬼だが、閉鎖的になっていく大門プロに一石を投じるために長瀬を起用し、人命さえもおびやかす危険なシーンをこんなにも美しい愛のシーンに変えてしまう長瀬の俳優としての力量に感謝している。
- 新田たつお著『静かなるドン』の「静かなる慕情」の挿話で主人公の近藤静也（新鮮組）が敵対する日本最大の広域暴力団鬼州組若頭(No.2)として不渡哲也（ふわたり てつや、渡がモデル）が登場し、六代目組長・海腐雄二からも力量を見込まれて、七代目襲名のための手柄として新鮮組に決戦を挑むも戦い慣れしていないことが災いして死亡する。
- 宮崎克・高岩ヨシヒロ著『松田優作物語』第4巻legend of you;36.「Illusion」では、映画監督：深作欣二のインタビューの中で深作が優作と撮る予定であった作品（口のきけないヤクザの話）について語られ、その内容を漫画で再現した挿話が描かれており、配役は口のきけないヤクザを松田優作、組長を渡が演じている[注釈 3]。劇中では組長の渡に従順に仕えるヤクザの優作が幼なじみで組長の情婦である女性との逢引きをマンションの外で待っていたところ、ベランダからヒットマンが侵入するのを目撃し、それを電話で渡に伝えようとするも伝えることができずにマンションに響く銃声を耳にして号泣する優作の姿が描かれている。
- ゆでたまご原作の漫画・アニメ『キン肉マン』には、渡をモデルにした赤岩刑事（『大都会シリーズ』の黒岩刑事のパロディ）、または五分刈刑事が主にコメディパートに登場する。

## 出演
太字は主演

### 映画
| 公開年             | 作品名                                                           | 役名           | 制作（配給）             | 備考       |
| ------------------ | ---------------------------------------------------------------- | -------------- | ------------------------ | ---------- |
| 1965年（昭和40年） | あばれ騎士道                                                     | 哲也           | 日活                     | デビュー作 |
| 1965年（昭和40年） | 青春の裁き                                                       | 古島菊男       | 日活                     |            |
| 1965年（昭和40年） | 真紅な海が呼んでるぜ                                             | 津川了次       | 日活                     |            |
| 1965年（昭和40年） | 泣かせるぜ                                                       | 白石浩         | 日活                     |            |
| 1965年（昭和40年） | 拳銃無宿 脱獄のブルース                                          | 佐賀達次       | 日活                     |            |
| 1965年（昭和40年） | 赤い谷間の決斗                                                   | 渡辺健         | 日活                     |            |
| 1965年（昭和40年） | 星と俺とできめたんだ                                             | 大日向三郎     | 日活                     |            |
| 1966年（昭和41年） | 東京流れ者                                                       | 本堂哲也       | 日活                     |            |
| 1966年（昭和41年） | 赤いグラス                                                       | 速水弘志       | 日活                     |            |
| 1966年（昭和41年） | 逢いたくて逢いたくて                                             | 梶貫太郎       | 日活                     |            |
| 1966年（昭和41年） | 骨まで愛して                                                     | 加納誠         | 日活                     |            |
| 1966年（昭和41年） | あなたの命                                                       | 火野隆三       | 日活                     |            |
| 1966年（昭和41年） | 愛と死の記録                                                     | 三原幸雄       | 日活                     |            |
| 1966年（昭和41年） | 白鳥                                                             | 近藤淳         | 日活                     |            |
| 1966年（昭和41年） | 続東京流れ者 海は真っ赤な恋の色                                  | 本堂哲也       | 日活                     |            |
| 1966年（昭和41年） | 嵐を呼ぶ男                                                       | 国分正一       | 日活                     |            |
| 1967年（昭和42年） | 青春の海                                                         | 山崎次郎       | 日活                     |            |
| 1967年（昭和42年） | 夢は夜ひらく                                                     | 片桐誠         | 日活                     |            |
| 1967年（昭和42年） | 星よ嘆くな 勝利の男                                              | 速水隆次       | 日活                     |            |
| 1967年（昭和42年） | 陽のあたる坂道                                                   | 田代信次       | 日活                     |            |
| 1967年（昭和42年） | 燃える雲                                                         | 朝日奈隆       | 日活                     |            |
| 1967年（昭和42年） | 反逆                                                             | 深沢礼治       | 日活                     |            |
| 1967年（昭和42年） | 錆びたペンダント                                                 | 志野英次       | 日活                     |            |
| 1967年（昭和42年） | 紅の流れ星                                                       | 杉浦五郎       | 日活                     |            |
| 1967年（昭和42年） | 君は恋人                                                         | 赤井           | 日活                     |            |
| 1967年（昭和42年） | 東京市街戦                                                       | 健太郎         | 日活                     |            |
| 1968年（昭和43年） | 無頼より 大幹部                                                  | 藤川五郎       | 日活                     |            |
| 1968年（昭和43年） | 男の掟                                                           | 宗方玄造       | 日活                     |            |
| 1968年（昭和43年） | 大幹部 無頼                                                      | 藤川五郎       | 日活                     |            |
| 1968年（昭和43年） | わが命の歌 艶歌                                                  | 津上卓也       | 日活                     |            |
| 1968年（昭和43年） | 無頼非情                                                         | 藤川五郎       | 日活                     |            |
| 1968年（昭和43年） | だれの椅子?                                                      | 菅原謙一       | 日活                     |            |
| 1968年（昭和43年） | あゝひめゆりの塔                                                 | 青年           | 日活                     |            |
| 1968年（昭和43年） | 東シナ海                                                         | 玉城尚敬       | 日活                     |            |
| 1968年（昭和43年） | 無頼 人斬り五郎                                                  | 藤川五郎       | 日活                     |            |
| 1968年（昭和43年） | 燃える大陸                                                       | 磯村敬一       | 日活                     |            |
| 1968年（昭和43年） | 無頼 黒匕首                                                      | 藤川五郎       | 日活                     |            |
| 1969年（昭和44年） | 花ひらく娘たち                                                   | 信次           | 日活                     |            |
| 1969年（昭和44年） | 地獄の破門状                                                     | 松旭斎直八     | 日活                     |            |
| 1969年（昭和44年） | 野獣を消せ                                                       | 浅井徹也       | 日活                     |            |
| 1969年（昭和44年） | 無頼 殺せ                                                        | 藤川五郎       | 日活                     |            |
| 1969年（昭和44年） | やくざ渡り鳥 悪党稼業                                            | 香港ジョー     | 日活                     |            |
| 1969年（昭和44年） | 前科 仮釈放                                                      | 大原竜次       | 日活                     |            |
| 1969年（昭和44年） | 博徒無情                                                         | 高見沢村次     | 日活                     |            |
| 1969年（昭和44年） | 前科 ドス嵐                                                      | 松永竜次       | 日活                     |            |
| 1969年（昭和44年） | 大幹部 殴り込み                                                  | 風間哲         | 日活                     |            |
| 1969年（昭和44年） | 荒い海                                                           | 北見洋二       | 日活                     |            |
| 1969年（昭和44年） | 昭和やくざ系図 長崎の顔                                          | 高間慶二       | 日活                     |            |
| 1969年（昭和44年） | やくざ番外地 抹殺                                                | 早川進         | 日活                     |            |
| 1969年（昭和44年） | 嵐の勇者たち                                                     | 唐沢恭         | 日活                     |            |
| 1970年（昭和45年） | やくざの横顔                                                     | 本堂哲平       | 日活                     |            |
| 1970年（昭和45年） | 富士山頂                                                         | 加田雄平       | 日活・石原プロモーション |            |
| 1970年（昭和45年） | 斬り込み                                                         | 庄司新         | 日活                     |            |
| 1970年（昭和45年） | 花の特攻隊 あゝ戦友よ                                            | 白石浩         | 日活                     |            |
| 1970年（昭和45年） | スパルタ教育くたばれ親父                                         | 原和也         | ダイニチ                 |            |
| 1970年（昭和45年） | 大幹部 ケリをつけろ                                              | 朝倉竜次       | ダイニチ                 |            |
| 1970年（昭和45年） | 新宿アウトロー ぶっ飛ばせ                                        | 西神勇次       | ダイニチ                 |            |
| 1971年（昭和46年） | 関東流れ者                                                       | 滝村周次       | ダイニチ                 |            |
| 1971年（昭和46年） | 甦える大地                                                       | 中館広之肋     | 松竹・石原プロモーション |            |
| 1971年（昭和46年） | 関東幹部会                                                       | 寺田次郎       | ダイニチ                 |            |
| 1971年（昭和46年） | 暁の挑戦                                                         | 倉石鉄二郎     | フジTV新国劇・松竹       |            |
| 1971年（昭和46年） | 関東破門状                                                       | 寺田次郎       | ダイニチ                 |            |
| 1971年（昭和46年） | さらば掟                                                         | 武井吾郎       | 松竹                     |            |
| 1972年（昭和47年） | 追いつめる                                                       | 武上次郎       | 松竹                     |            |
| 1972年（昭和47年） | 剣と花                                                           | 石津文三郎     | 松竹                     |            |
| 1972年（昭和47年） | 人生劇場 青春・愛欲・残侠篇                                      | 宮川           | 松竹                     |            |
| 1973年（昭和48年） | 反逆の報酬                                                       | 村木駿         | 東宝                     |            |
| 1973年（昭和48年） | 花と龍 青雲篇 愛憎篇 怒涛篇                                      | 玉井金五郎     | 松竹                     |            |
| 1973年（昭和48年） | ゴキブリ刑事                                                     | 鳴神涼         | 東宝・石原プロモーション |            |
| 1973年（昭和48年） | 野良犬                                                           | 村上           | 松竹                     |            |
| 1973年（昭和48年） | 人間革命                                                         | ジャンパーの男 | 東宝・シナノ企画         |            |
| 1973年（昭和48年） | 日本侠花伝                                                       | 田中清次郎     | 東宝                     |            |
| 1973年（昭和48年） | ザ・ゴキブリ                                                     | 鳴神涼         | 東宝・石原プロモーション |            |
| 1975年（昭和50年） | 仁義の墓場                                                       | 石川力夫       | 東映                     |            |
| 1976年（昭和51年） | 続・人間革命                                                     | 島谷           | 東宝                     |            |
| 1976年（昭和51年） | やくざの墓場 くちなしの花                                        | 黒岩竜         | 東映                     |            |
| 1986年（昭和61年） | 時計 Adieu l'Hiver                                               | 高松二郎       | 日本ヘラルド・フジテレビ |            |
| 1992年（平成4年）  | 三国志 第一部・英雄たちの夜明け                                  | 曹操孟徳       | 東映                     | 声の出演   |
| 1993年（平成5年）  | 三国志 第二部・長江燃ゆ!                                         | 曹操孟徳       | 東映                     | 声の出演   |
| 1993年（平成5年）  | 第1回欽ちゃんのシネマジャック「港」                              | 下川仙一       | 東宝                     |            |
| 1994年（平成6年）  | 第2回欽ちゃんのシネマジャック「蛍の光」「食べる ある愛のカタチ」 | 松矢一平       | 東宝                     |            |
| 1996年（平成8年）  | わが心の銀河鉄道 宮沢賢治物語                                    | 宮沢政次郎     | 東映                     |            |
| 1997年（平成9年）  | 誘拐                                                             | 津波浩         | 東宝                     |            |
| 1998年（平成10年） | 時雨の記                                                         | 壬生孝之助     | 東映                     |            |
| 2000年（平成12年） | 長崎ぶらぶら節                                                   | 古賀十二郎     | 東映                     |            |
| 2001年（平成13年） | BROTHER                                                          | 政会組長       | オフィス北野・松竹       |            |
| 2002年（平成14年） | 修羅の群れ                                                       | 稲原裕之       | ミュージアム             |            |
| 2004年（平成16年） | レディ・ジョーカー                                               | 物井清三       | 東映                     |            |
| 2005年（平成17年） | 男たちの大和/YAMATO                                              | 伊藤整一       | 東映                     |            |

### テレビドラマ
- あいつの季節（1969年4月 - 9月、TBS） - 菅原憲一役（テレビドラマ初出演作）
- 水戸黄門 第1部 第25話「旅烏の子守唄」（1970年、TBS） - 弥之吉
- あまくちからくち（1971年4月 - 1972年3月、NHK） - 稲夫[注釈 4]
- 大忠臣蔵（1971年、NETテレビ） - 堀部安兵衛
- 清水次郎長 第4話「赤城の山と富士の山」（1971年、フジテレビ） - 国定忠治
- 忍法かげろう斬り（1972年、関西テレビ） - 不知火鷹
病のため途中降板、代役は実弟の渡瀬恒彦がつとめた
- 長谷川伸シリーズ 第22話「抱き寝の長脇差」（1973年、NET） - 磯の源太
- 荒野の用心棒（1973年4月 - 12月、NET） - 谺鬼十郎
- 大河ドラマ（NHK）
  - 勝海舟[93]（1974年）- 勝海舟

病のため途中降板、代役は松方弘樹がつとめた
  - 秀吉（1996年） - 織田信長
  - 義経（2005年） - 平清盛
- 大都会シリーズ（1976年 - 1979年、日本テレビ） - 黒岩頼介
- 浮浪雲（1978年4月 - 9月、テレビ朝日） - 浮浪雲
- 西部警察シリーズ（1979年10月 - 1984年10月） - 大門圭介
  - 西部警察 SPECIAL（2004年10月、テレビ朝日、主演は舘ひろしにバトンタッチ）[視聴率 1]
- 私鉄沿線97分署（1984年10月 - 1986年9月、テレビ朝日） - 榊俊作
- ただいま絶好調!（1985年4月 - 9月、テレビ朝日） - 鳴海貴司
- 太陽にほえろ!シリーズ（1986年8月 - 11月、日本テレビ） - 橘兵庫
- 東芝日曜劇場
  - 待っていたんだ 〜ボランティアより〜（1987年4月26日、TBS） - 三枝
  - 蒸発（1987年10月4日、TBS） - 勝
- 年末時代劇スペシャル 五稜郭（1988年、日本テレビ） - 土方歳三
- ゴリラ・警視庁捜査第8班（1989年 - 1990年、テレビ朝日） - 倉本省
- 月曜ドラマスペシャル・春の特別企画 第1弾総合商社（1990年、TBS） - 北野一生
- 渡哲也主演 大型時代劇スペシャル 四匹の用心棒（テレビ朝日 / 東映） - 藤堂一郎
  - 大激闘! 四匹の用心棒（1990年） - 金子半兵衛
  - 大逆襲! 四匹の用心棒（1991年） - かかし半兵衛
  - 四匹の用心棒 (4) かかし半兵衛ひとり旅（1992年） - かかし半兵衛
  - 四匹の用心棒V かかし半兵衛無頼旅（1993年） - かかし半兵衛
- 代表取締役刑事（1990年、テレビ朝日）- 橘謙司
- 素浪人無頼旅（1991年、テレビ朝日）
- 渡哲也本格復帰記念スペシャルドラマ 生命燃ゆ（1992年、テレビ朝日） - 柿崎仁
- 愛しの刑事（1992年、テレビ朝日） - 高倉大介
- 麻酔（1994年、よみうりテレビ） - 福士高伸
- 夏の一族（1995年、NHK） - 藤田明
- 感動ドラマスペシャル 川の見える病院から（1997年、朝日放送） - 槙村壮吉
- 土曜ワイド劇場二十周年特別企画 捜査検事・千草泰輔（1997年、テレビ朝日） - 千草泰輔
- 土曜ドラマ（NHK）
  - 風になれ鳥になれ（1998年3月、NHK） - 間宮恭彦
- 新選組血風録（1998年、テレビ朝日） - 近藤勇
- 怒る男・わらう女（1999年9月 - 12月、NHK） - 立原直哉
- 特別企画 橋田寿賀子2000年ドラマスペシャル 想いでかくれんぼ（2000年3月4日、テレビ朝日系）[視聴率 2]
- 明るいほうへ 明るいほうへ　－童謡詩人金子みすゞ－（2001年8月27日、TBS） - 上山松蔵
- 明治生命120周年スペシャルドラマ 夏休みのサンタさん（2001年9月4日、日本テレビ） - 幹生 [視聴率 3]
- 二夜連続スペシャルドラマ 反乱のボヤージュ（2001年10月、テレビ朝日） - 名倉憲太朗
- 渡哲也サスペンス 絆（2002年3月、BSジャパン） - 原島保
テレビ東京系「水曜女と愛とミステリー」でも放送
- 月曜ミステリー劇場 スクープ（2002年10月、TBS） - 蓬莱鉄也
- マルサ!!東京国税局査察部（2003年4月 - 6月、関西テレビ） - 国領主税
- 弟（2004年11月17日 - 21日、テレビ朝日） - 石原潔・石原慎太郎 （二役）[視聴率 4]
- 倉本聰ドラマスペシャル 祇園囃子（2005年9月、テレビ朝日） - 北山秀彦・ジョージ白州 [視聴率 5]
- 熟年離婚（2005年10月 - 12月、テレビ朝日） -  豊原幸太郎 [視聴率 3]
- 橋田壽賀子ドラマスペシャル 夫婦（2006年2月、テレビ朝日） - 高村勝利 [視聴率 5]
- 家族〜妻の不在・夫の存在〜（2006年10月 - 12月、朝日放送） - 佐伯晋一郎
- 新春ドラマスペシャル マグロ（2007年1月4日・5日、テレビ朝日） - 坂崎竜男
- 新マチベン 〜オトナの出番〜（2007年6月 - 8月、NHK） - 徳永源太郎
- おいしいごはん 鎌倉・春日井米店（2007年10月 - 12月、テレビ朝日） - 春日井竜平
- テレビ朝日開局50周年ドラマ 氷の華（2008年9月6日・7日、テレビ朝日） - 名取悦男（特別出演）
- テレビ朝日開局50周年記念番組・平成20年度文化庁芸術祭 告知せず（2008年11月15日、テレビ朝日） - 長谷川誠至 [視聴率 6]
- 相棒シリーズ - 瀬田宗明
  - season 7 第10話（2009年1月1日、テレビ朝日）
  - season 10 第2話（2011年10月26日、テレビ朝日）
- 華麗なるスパイ（2009年7月 - 9月、日本テレビ） - 吉澤総一郎
- 橋田壽賀子ドラマスペシャル 結婚（2009年11月28日、テレビ朝日） - 上原悠造 [視聴率 7]
- 坂の上の雲（2009年 - 2011年、NHK） - 東郷平八郎
- ランナウェイ〜愛する君のために（2011年10月 - 12月、TBS） - 柳川孝太郎
- 年末ドラマスペシャル 帰郷（2011年12月23日、TBS） - 神尾龍太郎 [注釈 5]
- 知られざる幕末の志士 山田顕義物語（2012年1月2日、TBS） - 山田顕義（晩年期）
- 日中国交正常化40周年特別番組 強行帰国〜忘れ去られた花嫁たち〜（2012年10月1日、TBS） - 国友忠
- 金曜プレステージ特別企画 悪党（2012年11月30日、フジテレビ） - 木暮正人
- 35歳の高校生（2013年4月 - 6月、日本テレビ） - 阿佐田幸信
- 月曜ゴールデン 十津川警部シリーズ50 消えたタンカー（2013年9月9日、TBS） - 奥平浩一郎[94]

### 舞台
- 渡哲也特別記念公演 信長（1996年、大阪新歌舞伎座） - 織田信長
同年の大河ドラマ・『秀吉』でも同じく信長役を演じている。渡にとってこの時が舞台初体験である。

### 歌番組

#### NHK紅白歌合戦出場歴
| 年度/放送回               | 回 | 曲目                  | 出演順 | 対戦相手     | 備考                                    |
| ------------------------- | -- | --------------------- | ------ | ------------ | --------------------------------------- |
| 1974年（昭和49年）/第25回 | 初 | くちなしの花          | 13/25  | 都はるみ     |                                         |
| 1993年（平成05年）/第44回 | 2  | くちなしの花（2回目） | 08/26  | いしだあゆみ | 石原裕次郎7回忌の年に、第一部トリで歌唱 |

注意点
- 曲名の後の（○回目）は紅白で披露された回数を表す。
- 出演順は「出演順/出場者数」で表す。

#### その他
- ふたりのビッグショー（1994年1月2日、NHK）
新春企画 渡哲也・加藤登紀子「青春のスタンダード 石原裕次郎を歌う」

### ドキュメンタリー
- 感動ドキュメント 渡哲也 波瀾万丈の54年（1996年、TBS）

他多数

### CM
- 宝酒造 松竹梅、松竹梅「天」（2003年9月 - 2021年9月）
もともと石原裕次郎が出演していたもの（1968年 - 1987年）を石原の没後に引き継いだ（1989年 - ）。引継ぎ以前の一時期、渡は同業他社の大関のCMに出演していた。大関では大瀧詠一がCMソングを手がけたものもあり、松竹梅では渡自らがCMソングのフレーズ「喜びの酒…」を歌うこともあった。1995年には実弟・渡瀬とも『松竹梅』のCMで共演を果たした[95]。1998年から3年間は吉永小百合と共演。2003年9月以降は、主力商品が「松竹梅 天」に移行し[96]、しばらくは女優との共演は無かったが、2014年10月から前田敦子と共演するCMが放送された[97]。松竹梅「天」のCMソングの最後には渡の「天」の声が挿入されている。
2020年版では、過去映像の合成による「石原裕次郎との初共演版」として作られた。裕次郎出演版と渡出演版の過去映像を合成し[98]、2020年に収録した渡の音声を加えている[99]。2021年9月以降の出演契約は更新せず、今回のCM撮影を以って渡は松竹梅のCM出演から勇退した。
- 東芝 インバーターエアコン
- カゴメ トマトジュース
- 日本興亜損保 舘ひろし、神田正輝、深江卓次と共演
- 日本コカ・コーラ ジョージア 木村拓哉（SMAP）と共演
  - 登場篇（2006年6月 - ）
  - ストリートミュージシャン編（2006年8月 - ）
  - カミナリ篇（2006年10月 - ）
  - ベンダー前篇（2006年11月 - ）
  - オフィス篇（2006年11月 - ）
  - 純金名刺・今年もよろしく篇（2007年1月 - ）
  - 純金名刺・応募篇（2007年1月 - ）
  - 呼び出し篇（2007年1月 - ）
  - もう一本篇（2007年1月10日 - ）
  - 純金名刺・締切迫る篇（2007年2月 - ）
  - 湯気篇（2007年2月 - ）
  - 桜篇（2007年3月21日 - ）
  - 駅篇（2007年5月 - ）佐藤めぐみと共演
  - 部下に心配される篇（2007年7月 - ）木村祐一と共演
  - 上司にお詫び篇（2007年8月 - ）山崎静代と共演
  - 女スパイ参上篇（2007年10月 - ）ベイスー・ウーと共演
- 第一三共
  - 企業 「どこの薬か」編（2008年3月 - ）
  - リゲイン 「リジャパン 勇気のしるし」編（2012年4月 - ）
- 年末ジャンボ宝くじ（2013年11月・12月） - 木村拓哉、壇蜜、クリス松村との共演だが、人形での出演

### ゲーム
- 龍が如くシリーズ（セガ） - 風間新太郎 役（声の出演）
  - 龍が如く（2005年12月8日）
  - 龍が如く2（2006年12月7日）
  - 龍が如く3（2009年2月26日） - 風間譲二 役（声の出演）
  - 龍が如く0 誓いの場所（2015年3月12日）[100]
  - 龍が如く 極（2016年1月21日）
  - 龍が如く 極2 （2017年12月7日）

## 作品

### シングル
| 発売日               | 規格             | 規格品番            | 面               | タイトル                 | 作詞                 | 作曲             | 編曲                 |
| クラウンレコード     | クラウンレコード | クラウンレコード    | クラウンレコード | クラウンレコード         | クラウンレコード     | クラウンレコード | クラウンレコード     |
| -------------------- | ---------------- | ------------------- | ---------------- | ------------------------ | -------------------- | ---------------- | -------------------- |
| 1965年6月            | EP               | CW-300              | A                | 純愛のブルース           | 星野哲郎             | 叶弦大           | 重松岩雄             |
| 1965年6月            | EP               | CW-300              | B                | 真っ赤なドラム           | 星野哲郎             | 叶弦大           | 重松岩雄             |
| 1965年10月           | EP               | CW-363              | A                | 俺とお前の明日がある     | 関根浩子             | 叶弦大           | 安田彫花             |
| 1965年10月           | EP               | CW-363              | B                | 男の波止場               | 星野哲郎             | 叶弦大           | 重松岩雄             |
| 1966年3月            | EP               | CW-463              | A                | 東京流れ者               | 川内和子             | 不詳             | 採譜・補作曲：叶弦大 |
| 1966年3月            | EP               | CW-463              | B                | ラテン街の夜             | 星野哲郎             | 叶弦大           | 小杉仁三             |
| 1966年               | EP               | CW-487              | A                | 男がかける夢の橋         | 原健三郎             | 谷淳雄           | 福田正               |
| 1966年8月            | EP               | CW-530              | A                | 海は真赤な恋の色         | 川内和子             | 叶弦大           | 小杉仁三             |
| 1966年8月            | EP               | CW-530              | B                | あの娘のために死ぬんだぜ | 川内和子             | 北原じゅん       | 北原じゅん           |
| 1966年9月            | EP               | CW-538              | A                | 星よ嘆くな               | 水島哲               | 叶弦大           | 小杉仁三             |
| 1966年9月            | EP               | CW-538              | B                | 星から来たあの娘         | 水島哲               | 叶弦大           | 小杉仁三             |
| 1967年1月            | EP               | CW-604              | A                | 嵐を呼ぶ男               | 井上梅次             | 大森盛太郎       | 小杉仁三             |
| 1967年1月            | EP               | CW-604              | B                | 世界でひとり             | 星野哲郎             | 叶弦大           | 小杉仁三             |
| 1967年4月            | EP               | CW-644              | A                | 陽のあたる坂道           | 関根浩子             | 川上始           | 小杉仁三             |
| 1967年4月            | EP               | CW-644              | B                | 青空抱いて               | 関根浩子             | 叶弦大           | 小杉仁三             |
| 1967年8月            | EP               | CW-681              | A                | 夏の日の恋               | 星野哲郎             | 叶弦大           | 小杉仁三             |
| 1967年8月            | EP               | CW-681              | B                | 俺の明日はどこにある     | 川内和子             | 叶弦大           | 小杉仁三             |
| 1967年9月            | EP               | CW-726              | A                | 浜辺で逢えるさ           | 奥村英夫             | 奥村英夫         | 清水路雄             |
| 1967年9月            | EP               | CW-726              | B                | 白い貝がら               | 奥村英夫             | 奥村英夫         | 清水路雄             |
| 1967年12月           | EP               | CW-772              | A                | 海を見ていたジョニー     | 五木寛之             | 叶弦大           | 安藤実親             |
| 1967年12月           | EP               | CW-772              | B                | 白い鳩                   | 水島哲               | 叶弦大           | 小杉仁三             |
| 1968年2月            | EP               | CW-781              | A                | いつまでも二人で         | 水島哲               | 叶弦大           | 重松岩雄             |
| 1968年2月            | EP               | CW-781              | B                | 愛の歌                   | 水島哲               | 叶弦大           | 重松岩雄             |
| 1968年7月            | EP               | CW-839              | A                | 男の流転                 | 藤田五郎             | 叶弦大           | 小杉仁三             |
| 1968年7月            | EP               | CW-839              | B                | 男泣き                   | 藤田五郎             | 叶弦大           | 小杉仁三             |
| 1968年12月           | EP               | CW-888              | A                | 燃える大陸               | 浜口庫之助           | 浜口庫之助       | 小杉仁三             |
| 1968年12月           | EP               | CW-888              | B                | たった一度の恋           | 西川ひとみ           | 小杉仁三         | 小杉仁三             |
| 1969年11月           | EP               | CW-993              | A                | 赤と黒のブルース         | 奥野椰子夫           | 加賀谷伸         | 小杉仁三             |
| 1969年11月           | EP               | CW-993              | B                | さすらいは俺の恋人       | 水沢圭吾             | 叶弦大           | 小杉仁三             |
| テイチクレコード     |                  |                     |                  |                          |                      |                  |                      |
| 1969年10月5日        | EP               | SN-853              | A                | ギターと旅びと           | 池田充男             | 村沢良介         | 山倉たかし           |
| 1969年10月5日        | EP               | SN-853              | B                | 荒野の赤い花             | 池田充男             | 村沢良介         | 山倉たかし           |
| 1969年12月           | EP               | SN-893              | A                | 赤い夕陽に               | 川内康範             | 村沢良介         | 山倉たかし           |
| 1969年12月           | EP               | SN-893              | B                | 花と竜                   | 川内康範             | 野崎真一         | 山倉たかし           |
| 1970年11月           | EP               | SN-1034             | A                | 渡世人                   | 池田充男             | 野崎真一         | 山倉たかし           |
| 1970年11月           | EP               | SN-1034             | B                | 男のまごころ             | 高月ことば           | 上原賢六         | 山田栄一             |
| 1971年1月            | EP               | SN-1051             | A                | 東京流れ者               | 高月ことば           | 不詳             | 山倉たかし           |
| 1971年1月            | EP               | SN-1051             | B                | 網走番外地               | 伊藤一、タカオカンベ | 不詳             | 山倉たかし           |
| 1971年2月            | EP               | SN-1080             | A                | たそがれのブルース       | 滝田順               | 村沢良介         | 山倉たかし           |
| 1971年2月            | EP               | SN-1080             | B                | 関東流れ唄               | 宮原和男             | 由樹俊一郎       | 山倉たかし           |
| 1971年7月            | EP               | SN-1144             | A                | 哀歌                     | 池田充男             | 曽根幸明         | 曽根幸明             |
| 1971年7月            | EP               | SN-1144             | B                | 幸福にくちづけを         | 池田充男             | 曽根幸明         | 曽根幸明             |
| 1971年7月            | EP               | SN-1197             | A                | 流浪                     | ちあき哲也           | 曽根幸明         | 曽根幸明             |
| 1971年7月            | EP               | SN-1197             | B                | 四つの壁                 | ちあき哲也           | 曽根幸明         | 曽根幸明             |
| 1972年4月            | EP               | SN-1234             | A                | 都会の子守唄             | 二条冬詩夫           | 南有二           | 山倉たかし           |
| 1972年4月            | EP               | SN-1234             | B                | 港の詩                   | 池田充男             | 村沢良介         | 山倉たかし           |
| 1972年8月            | EP               | SN-1266             | A                | 御意見無用のブルース     | 猪又良               | 猪俣公章         | 山倉たかし           |
| 1972年8月            | EP               | SN-1266             | B                | 青春挽歌                 | 猪又良               | 猪俣公章         | 山倉たかし           |
| ポリドール・レコード |                  |                     |                  |                          |                      |                  |                      |
| 1973年               | EP               | DR-1725             | A                | 男の別れ歌               | 水木かおる           | 遠藤実           | 伊部晴美             |
| 1973年               | EP               | DR-1725             | B                | 昭和仁義                 | 水木かおる           | 遠藤実           | 伊部晴美             |
| 1973年8月21日        | EP               | DR-1790             | A                | くちなしの花             | 水木かおる           | 遠藤実           | 斉藤恒夫             |
| 1973年8月21日        | EP               | DR-1790             | B                | 通りゃんせ仁義           | 水木かおる           | 遠藤実           | 斉藤恒夫             |
| 1974年6月            | EP               | DR-1855             | A                | わかれ花（男の別れ歌）   | 水木かおる           | 遠藤実           | 伊部晴美             |
| 1974年6月            | EP               | DR-1855             | B                | 昭和仁義                 | 水木かおる           | 遠藤実           | 伊部晴美             |
| 1974年10月           | EP               | DR-1899             | A                | あじさいの雨             | 水木かおる           | 遠藤実           | 斉藤恒夫             |
| 1974年10月           | EP               | DR-1899             | B                | 夕陽                     | 水木かおる           | 遠藤実           | 斉藤恒夫             |
| 1975年4月            | EP               | DR-1923             | A                | あいつ                   | 水木かおる           | 遠藤実           | 斉藤恒夫             |
| 1975年4月            | EP               | DR-1923             | B                | 郷愁                     | 水木かおる           | 遠藤実           | 斉藤恒夫             |
| 1975年11月21日       | EP               | DR-1999             | A                | みちづれ                 | 水木かおる           | 遠藤実           | 斉藤恒夫             |
| 1975年11月21日       | EP               | DR-1999             | B                | さすらい紀行             | 水木かおる           | 遠藤実           | 斉藤恒夫             |
| 1976年9月            | EP               | DR-6044             | A                | 水割り                   | 水木かおる           | 遠藤実           | 斉藤恒夫             |
| 1976年9月            | EP               | DR-6044             | B                | 通り雨                   | 水木かおる           | 遠藤実           | 斉藤恒夫             |
| 1977年4月            | EP               | DR-6090             | A                | ひとり                   | 水木かおる           | 遠藤実           | 斉藤恒夫             |
| 1977年4月            | EP               | DR-6090             | B                | 朝やけ                   | 水木かおる           | 遠藤実           | 斉藤恒夫             |
| 1978年3月            | EP               | DR-6190             | A                | ほおずき                 | ちあき哲也           | 杉本真人         | 斉藤恒夫             |
| 1978年3月            | EP               | DR-6190             | B                | 寒暖計                   | ちあき哲也           | 杉本真人         | 佐藤寛               |
| 1978年10月           | EP               | DR-6250             | A                | 日暮れ坂                 | 水木かおる           | 遠藤実           | 斉藤恒夫             |
| 1978年10月           | EP               | DR-6250             | B                | ふるさと灯り             | 水木かおる           | 遠藤実           | 斉藤恒夫             |
| 1979年5月            | EP               | DR-6305             | A                | おもいで蛍               | 水木かおる           | 遠藤実           |                      |
| 1979年5月            | EP               | DR-6305             | B                | 水割り                   |                      |                  |                      |
| 1979年5月            | EP               | DR-6312             | A                | みちづれ                 | 水木かおる           | 遠藤実           | 斉藤恒夫             |
| 1979年5月            | EP               | DR-6312             | B                | あじさいの雨             | 水木かおる           | 遠藤実           | 斉藤恒夫             |
| 1979年11月           | EP               | DR-6365             | A                | 妹へ                     | ちあき哲也           | 伊部晴美         | 伊部晴美             |
| 1979年11月           | EP               | DR-6365             | B                | 鳳仙花                   | ちあき哲也           | 杉本真人         | 伊部晴美             |
| 1980年6月            | EP               | DR-6415             | A                | 酒は男の子守唄           | 水木かおる           | 遠藤実           |                      |
| 1980年6月            | EP               | DR-6415             | B                | 小さな春                 |                      |                  |                      |
| 1980年12月           | EP               | 7DX-1026            | A                | 旅路の雨                 | 水木かおる           | 遠藤実           |                      |
| 1980年12月           | EP               | 7DX-1026            | B                | 夢ふたつ                 | 水木かおる           | 遠藤実           |                      |
| 1981年10月           | EP               | 7DRX-1119           | A                | さざんかの女             | 水木かおる           | 遠藤実           | 斉藤恒夫             |
| 1981年10月           | EP               | 7DRX-1119           | B                | 凩の街                   | 水木かおる           | 遠藤実           | 斉藤恒夫             |
| トーラスレコード     |                  |                     |                  |                          |                      |                  |                      |
| 1982年2月1日         | EP               | 07TR-1006           | A                | 雪わり草                 | 塔山清               | 遠藤実           | 斉藤恒夫             |
| 1982年2月1日         | EP               | 07TR-1006           | B                | 歌い残した歌             | 塔山清               | 遠藤実           | 斉藤恒夫             |
| 1982年6月            | EP               | 07TR-1015           | A                | 無理をするなよ           | 水木かおる           | 遠藤実           | 斉藤恒夫             |
| 1982年6月            | EP               | 07TR-1015           | B                | 思い出酒場               | 塔山清               | 遠藤実           | 京建輔               |
| 1982年12月           | EP               | 07TR-1026           | A                | めぐり逢いしのび逢い     | 水木かおる           | 遠藤実           | 斉藤恒夫             |
| 1982年12月           | EP               | 07TR-1026           | B                | さすらいの挽歌           | 塔山清               | 遠藤実           | 斉藤恒夫             |
| 1983年11月           | EP               | 07TR-1050           | A                | 逢坂川                   | 水木かおる           | 遠藤実           | 斉藤恒夫             |
| 1983年11月           | EP               | 07TR-1050           | B                | 大阪暮色                 | 水木かおる           | 遠藤実           | 斉藤恒夫             |
| 1984年11月           | EP               | 07TR-1080           | A                | 風車                     | 水木かおる           | 遠藤実           | 斉藤恒夫             |
| 1984年11月           | EP               | 07TR-1080           | B                | 夢の中                   | 水木かおる           | 遠藤実           | 池多孝春             |
| 1985年5月1日         | EP               | 07TR-1090           | A                | 流氷の街                 | 小椋佳               | 小椋佳           | 竜崎孝路             |
| 1985年5月1日         | EP               | 07TR-1090           | B                | ほのあかり               | 小椋佳               | 小椋佳           | 竜崎孝路             |
| 1986年6月1日         | EP               | 07TR-1121           | A                | 風の舞う港から           | 小椋佳               | 小椋佳           | 竜崎孝路             |
| 1986年6月1日         | EP               | 07TR-1121           | B                | 花飾り                   | 小椋佳               | 小椋佳           | 竜崎孝路             |
| 1986年11月           | EP               | 07TR-1141           | A                | わかれ道                 | 水木かおる           | 杉本真人         | 竜崎孝路             |
| 1986年11月           | EP               | 07TR-1141           | B                | 海鳴り                   |                      |                  |                      |
| 1987年7月            | EP               | 07TR-1159           | A                | 雨降り花                 | 水木かおる           | 杉本真人         | 前田俊明             |
| 1987年7月            | EP               | 07TR-1159           | B                | 雨降りやまず             | 水木かおる           | 杉本真人         | 前田俊明             |
| 1988年9月15日        | EP               | 07TR-1193 10TT-7117 | A                | ラストシーンは見たくない | 水木かおる／杉本真人 | 杉本真人         | 佐藤寛               |
| 1988年9月15日        | 8cmCD            | 07TR-1193 10TT-7117 | B                | 春来川                   |                      |                  |                      |
| 1989年2月8日         | 8cmCD            | 10TT-7204           | A                | 彷徨人                   | 水木かおる           | 杉本真人         | 佐藤寛               |
| 1989年2月8日         | 8cmCD            | 10TT-7204           | B                | 帰郷                     | 塔山清               | 遠藤実           | 京建輔               |
| 1989年5月1日         | 8cmCD            | 10TT-7212           | A                | 青春ばんから             | ちあき哲也           | 杉本真人         | 川村栄二             |
| 1989年5月1日         | 8cmCD            | 10TT-7212           | B                | 酒よ                     | ちあき哲也           | 遠藤実           | 池多孝春             |
| 1991年1月30日        | 8cmCD            | TADL-7317           | 1                | ありんこ                 | 門谷憲二             | 山崎稔           | 矢島賢               |
| 1991年1月30日        | 8cmCD            | TADL-7317           | 2                | 冬の駅                   |                      |                  |                      |
| 1992年9月30日        | 8cmCD            | TADL-7342           | 1                | 風蕭蕭と                 | 水木かおる           | 杉本真人         | 前田俊明             |
| 1992年9月30日        | 8cmCD            | TADL-7342           | 2                | ひとり                   |                      |                  |                      |
| 1993年2月24日        | 8cmCD            | TADL-7353           | 1                | 酒がたり                 | 里村龍一             | 三木たかし       | 竜崎孝路             |
| 1993年2月24日        | 8cmCD            | TADL-7353           | 2                | 北の駅舎                 | 里村龍一             | 三木たかし       | 竜崎孝路             |
| 1993年8月25日        | 8cmCD            | TADL-7365           | 1                | 友よ                     | 水木かおる           | 三木たかし       | 矢野立美             |
| 1993年8月25日        | 8cmCD            | TADL-7365           | 2                | ひと吹きの風             | 水木かおる           | 三木たかし       | 矢野立美             |
| 1994年2月9日         | 8cmCD            | TADL-7370           | 1                | 酔挽歌                   | 荒木とよひさ         | 三木たかし       | 矢野立美             |
| 1994年2月9日         | 8cmCD            | TADL-7370           | 2                | 時は何も知らずに         | 荒木とよひさ         | 三木たかし       | 川村栄二             |
| 1995年3月29日        | 8cmCD            | TADL-7395           | 1                | 花あかり                 | 水木かおる           | 浜圭介           | 前田俊明             |
| 1995年3月29日        | 8cmCD            | TADL-7395           | 2                | 花あかり～ワルツ～       | 水木かおる           | 浜圭介           | 前田俊明             |
| 1995年5月10日        | 8cmCD            | TADL-7396           | 1                | 花あかり                 | 水木かおる           | 浜圭介           | 前田俊明             |
| 1995年5月10日        | 8cmCD            | TADL-7396           | 2                | 風花                     | 水木かおる           | 三木たかし       | 矢野立美             |
| Webkoo               |                  |                     |                  |                          |                      |                  |                      |
| 2003年3月19日        | CD               | WKSL-4001           | 1                | 逢いたいね               | 建石一               | 杉本真人         | 山川恵津子           |
| 2003年3月19日        | CD               | WKSL-4001           | 2                | 朝やけ                   | 水木かおる           | 遠藤実           | 佐藤寛               |

### アルバム
- 冬列島（ポリドール・レコード、MR-3092）
- おもいで螢／みちづれ（ポリドール・レコード、MR-3181）
- 酒は男の子守唄（1980年、ポリドール・レコード、28MX-1010）
- 風の舞う港から（1986年、トーラス・レコード、28TR-2110）
- ラストシーンは見たくない（1988年、トーラス・レコード、32TX-1088）
- 渡哲也 スーパーベスト（2003年4月6日、Webkoo）[注釈 23]
- GOLDEN☆BEST 渡哲也（2004年6月2日、ユニバーサルミュージック）

## 受賞・受章
- 1965年 - エランドール新人賞
- 1966年 - 『愛と死の記録』
  - ブルーリボン新人賞
- 1976年 - 『やくざの墓場 くちなしの花』
  - 第31回毎日映画コンクール男優演技賞
  - ブルーリボン主演男優賞
- 1996年 - 『わが心の銀河鉄道 宮沢賢治物語』
  - キネマ旬報・助演男優賞
  - 日刊スポーツ映画大賞・助演男優賞
  - 報知映画賞・助演男優賞
  - ブルーリボン賞・助演男優賞
  - 日本アカデミー賞・優秀助演男優賞
- 1997年 - 『誘拐』
  - 日刊スポーツ映画大賞・主演男優賞
  - 日本アカデミー賞・優秀主演男優賞
- 2005年 - 紫綬褒章[103]
- 2013年 - 旭日小綬章[104]
- 2021年
  - 第33回 日刊スポーツ映画大賞 特別賞[105]
  - 第44回日本アカデミー賞会長特別賞

## 演じた俳優
- テレビ朝日『弟』（2004年11月17日 - 21日放送）での配役（なお、渡本人も石原潔役と壮年期の石原慎太郎役で出演している）
  - 金児憲史（青年期）
  - 坂口憲二（壮年期）
- NHK BSプレミアム『裕次郎は死なない～心に刻まれた５つの物語～』（2017年6月17日放送）での配役
  - 伊達暁
- NHK BS4K『裕さんの女房』（2021年3月20日放送）での配役
  - 永井大